# Tizen Association
Tizen Association hay Hiệp hội Tizen (trước đây là The LiMo (Linux Mobile) Foundation) là một consortium công nghệ phi lợi nhuận nhằm mục đích tạo ra một hệ điều hành đầu tiên thực sự mở,độc lập phần cứng, và dựa trên Linux cho các thiết bị smartphone. Nhiệm vụ của LiMo Foundation là tạo ra một nền tảng phần mềm mở, dựa trên Linux để dùng cho ngành công nghiệp sản xuất các thết bị di động thông qua một quy trình đóng góp cân bằng và minh bạch, cho phép tạo ra các sản phẩm, ứng dụng và dịch vụ đa dạng. Hoạt động quản trị là "cởi mở và minh bạch": quyền lãnh đạo và ra quyết định được chia sẻ. Các thành viên sáng lập là Motorola, NEC, NTT DoCoMo, Panasonic Mobile Communications, Samsung Electronics, và Vodafone. Kết quả công việc của nó là LiMo Platform. Nó đã được tích hợp vào các sản phẩm điện thoại di động của NEC, Panasonic và Samsung và sau đó được kết hợp vào Tizen.

## Thành viên
Thanh viên của Tizen Association là:
| Thành viên sáng lập và cốt lõi | Thành viên liên kết |
| --- | --- |
| - NEC Casio Mobile Communications - NTT docomo - Panasonic - Samsung Electronics - Vodafone - ACCESS - Orange (telecommunications) - SK Telecom - Telefonica - Verizon Wireless - Wind River Systems | - ARM Limited - Adobe - ETRI - Gemalto - Huawei - Incross Limited - KDDI - Marvell - Mozilla - NTT Data MSE - Renesas Technology - Softbank - Telecom Italia |

## Điện thoại
Các mẫu điện thoại dùng LiMo bao gồm:
| Samsung                                                | NEC | Panasonic |
| ------------------------------------------------------ | --- | --- |
| - Vodafone 360 H1 - Vodafone 360 M1 - Samsung SCH-M510 | - docomo PRIME seriesTM N-01A - docomo STYLE seriesTM N-02A - docomo STYLE seriesTM N-03A - docomo SMART seriesTM N-04A - docomo PRIME seriesTM N-06A - docomo PRIME seriesTM N-07A - docomo STYLE seriesTM N-08A - docomo SMART seriesTM N-09A - docomo STYLE seriesTM N-01B - docomo PRIME seriesTM N-02B - docomo STYLE seriesTM N-03B - docomo PRIME seriesTM N-04B - docomo STYLE seriesTM N-05B - docomo STYLE seriesTM N-06B - docomo SMART seriesTM N-07B - docomo PRO seriesTM N-08B - docomo STYLE seriesTM N-01C - docomo STYLE seriesTM N-02C - docomo PRIME seriesTM N-03C - N706ie - N905iμ - N705i - N905i | - docomo PRIME seriesTM P-01A - docomo STYLE seriesTM P-02A - docomo STYLE seriesTM P-03A - docomo SMART seriesTM P-04A - docomo SMART seriesTM P-05A - docomo STYLE seriesTM P-06A - docomo PRIME seriesTM P-07A - docomo STYLE seriesTM P-08A - docomo SMART seriesTM P-09A - docomo STYLE seriesTM P-10A - docomo PRIME seriesTM P-01B - docomo STYLE seriesTM P-02B - docomo SMART seriesTM P-03B - docomo PRIME seriesTM P-04B - docomo STYLE seriesTM P-05B - docomo STYLE seriesTM P-06B - docomo STYLE seriesTM P-07B - docomo SMART seriesTM P-01C - docomo STYLE seriesTM P-02C - docomo PRIME seriesTM P-03C - P706ie - P705i - P905i - P905iTV - P906I |

## LiMo & Tizen
Cuối tháng 9/2011 Linux Foundation tuyên bố rằng MeeGo sẽ được thay thế hoàn toàn bằng Tizen trong năm 2012. Tizen sẽ là một hệ điều hành dựa trên nền tảng Linux miễn phí và mã nguồn mở, tự nó sẽ không được phát hành cho đến quý I năm 2012. Intel và Samsung, hợp tác với LiMo Foundation và hỗ trợ các nhà phát triển MeeGo,đã được chỉ ra để dẫn dắt phát triển nền tảng phần mềm mới này, sử dụng các khuôn khổ phát triển bên thứ ba chủ yếu được xây dựng trên HTML5 và các tiêu chuẩn web khác. Kể từ tháng 10/2012, website của LiMo được chuyển hướng sang tizen.org.